# Christy Lefteri
Christy Lefteri (* 1980 in London) ist eine britisch-zyprische Autorin.

## Leben
Christy Lefteri ist die Tochter zyprischer Einwanderer, die 1974 ihr Heimatland wegen des Türkischen Einmarsches verlassen hatten und nach London emigrierten.
Lefteri ist zweisprachig, sie spricht Englisch und Griechisch. Nach der Schule studierte sie Anglistik und unterrichtete erst an Schulen, dann promovierte sie in Creative Writing (Kreatives Schreiben). Seitdem unterrichtet sie dieses Fach an der Brunel University in London. Sie ist Mutter einer Tochter.
Lefteri engagierte sich als Freiwillige während der Flüchtlingskrise in Athen bei einem Auffangzentrum für Frauen und Kinder, das von UNICEF geführt wurde. Erfahrungen ihrer Arbeit dort flossen in ihr zweites Buch ein.

## Werk und Rezension
Durch das Schicksal ihrer eigenen Familie befasst sich Christy Lefteri in ihren Büchern mit der Thematik des Auswanderns und der Flucht. Ihr erstes Buch veröffentlichte sie 2010. A Watermelon, a Fish and a Bible spielt 1974 im Norden Zyperns während des Türkischen Einmarsches.
The Beekeeper of Aleppo (Das Versprechen des Bienenhüters) erschien 2019. In diesem Roman wird das Schicksal syrischer Flüchtlinge und deren Odyssee durch die Türkei und Griechenland bis nach Großbritannien beschrieben, es wurde ein Sunday Times Bestseller. Ein Jahr später gewann es den Aspen Words Literary Prize. 2021 erhielt das Buch den Nielsen Bestseller Gold Award von Großbritannien für mehr als 500.000 verkaufte Exemplare. Lefteri verarbeitete in ihrem zweiten Werk ihre Erfahrungen aus ihrer ehrenamtlichen Arbeit mit Flüchtlingen. The Beekeeper of Aleppo wurde in zahlreiche Sprachen übersetzt und auch auf Englisch als Hörbuch veröffentlicht. Uday Balkarishnan schrieb in seiner Buchkritik in der Zeitung The Hindu dazu: “This is a beautiful book, written from the heart in a style that sings to you.” (Es handelt sich um ein schönes Buch, so von Herzen geschrieben, dass es für einen zu singen scheint.)
In ihrem dritten Buch Songbirds (Die Nacht der Zugvögel), erschienen 2021, geht es um ein Verbrechen an einem Kindermädchen aus Sri Lanka, das in Zypern arbeitet und eines Tages spurlos verschwindet. Lefteri wurde zu diesem Thema durch eine Gewalttat inspiriert, der 2019 mehrere Frauen mit Migrationshintergrund in Zypern zum Opfer fielen.
In The Book of Fire hat einen Waldbrand in Griechenland zum Thema. Inspiriert wurde Lefteri unter anderem durch den Waldbrand von Mati im Jahr 2018. Das Buch schildert die Konsequenzen einer solchen Umweltkatastrophe, die Traumata der Betroffenen und die Frage einer Schuld. Charakterisiert wurde dieses Buch von Goodreads als „Gorgeously written, sweeping in scope and intimate in tone“ (Wunderschön geschrieben, weitreichend im Umfang und intim im Ton).

## Veröffentlichungen
- A Watermelon, a Fish and a Bible. Quercus Books, London 2011, ISBN 978-1-5294-0563-7.
- The Beekeeper of Aleppo. Manila Press, London 2019, ISBN 978-1-83877-001-3.
  - Das Versprechen des Bienenhüters. Deutsch von Bettina Spangler, Blanvalet, München 2021, ISBN 978-3-8090-2715-7.
- Songbirds. Manila Press, London 2021, ISBN 978-1-78658-085-6.
  - Die Nacht der Zugvögel. Deutsch von Bettina Spangler, Limes, München 2023, ISBN 978-3-8090-2752-2.
- The Book of Fire. Manila Press, London 2023, ISBN 978-1-78658-156-3.